# Nicole (Sängerin, 1964)/Diskografie
Diese Diskografie ist eine Übersicht über die musikalischen Werke der deutschen Schlagersängerin Nicole. Ihre erfolgreichste Veröffentlichung ist die Single Ein bißchen Frieden mit über fünf Millionen verkauften Einheiten.

## Alben

### Studioalben
| Jahr | Titel                                                                    | Höchstplatzierung, Gesamtwochen/‑monate, AuszeichnungChartplatzierungen (Jahr, Titel, Platzierungen, Wochen/Monate, Auszeichnungen, Anmerkungen) | Höchstplatzierung, Gesamtwochen/‑monate, AuszeichnungChartplatzierungen (Jahr, Titel, Platzierungen, Wochen/Monate, Auszeichnungen, Anmerkungen) | Höchstplatzierung, Gesamtwochen/‑monate, AuszeichnungChartplatzierungen (Jahr, Titel, Platzierungen, Wochen/Monate, Auszeichnungen, Anmerkungen) | Höchstplatzierung, Gesamtwochen/‑monate, AuszeichnungChartplatzierungen (Jahr, Titel, Platzierungen, Wochen/Monate, Auszeichnungen, Anmerkungen) | Anmerkungen                                             |
| Jahr | Titel                                                                    | DE | AT | CH | UK | Anmerkungen                                             |
| ---- | ------------------------------------------------------------------------ | --- | --- | --- | --- | ------------------------------------------------------- |
| 1981 | Flieg nicht so hoch, mein kleiner Freund                                 | — | — | — | — | Erstveröffentlichung: 1981                              |
| 1982 | Ein bißchen Frieden auch bekannt als: A Little Peace (englische Version) | DE1 Gold · (20 Wo.)DE | AT1 (5 Mt.)AT | — | UK85 (2 Wo.)UK | Erstveröffentlichung: 17. Juni 1982 Verkäufe: + 250.000 |
| 1983 | So viele Lieder sind in mir                                              | DE22 (13 Wo.)DE | AT16 (1 Mt.)AT | CH20 (1 Wo.)CH | — | Erstveröffentlichung: September 1983                    |
| 1985 | Gesichter der Liebe                                                      | — | — | — | — | Erstveröffentlichung: 1985                              |
| 1986 | Laß mich nicht allein                                                    | — | — | — | — | Erstveröffentlichung: 1986                              |
| 1987 | Moderne Piraten                                                          | — | — | — | — | Erstveröffentlichung: 1987                              |
| 1988 | So wie du                                                                | — | — | — | — | Erstveröffentlichung: 1988                              |
| 1990 | Für immer…für ewig…                                                      | — | — | — | — | Erstveröffentlichung: 1990                              |
| 1991 | Und ich denke schon wieder nur an dich                                   | — | — | — | — | Erstveröffentlichung: 2. September 1991                 |
| 1992 | Wenn schon…denn schon                                                    | DE59 (9 Wo.)DE | — | — | — | Erstveröffentlichung: 9. November 1992                  |
| 1993 | Mehr als nur zusammen schlafen gehn                                      | DE82 (5 Wo.)DE | — | — | — | Erstveröffentlichung: 4. Oktober 1993                   |
| 1994 | Und außerdem …                                                           | — | — | — | — | Erstveröffentlichung: 24. Oktober 1994                  |
| 1996 | Pur                                                                      | DE31 (14 Wo.)DE | — | — | — | Erstveröffentlichung: 3. Juni 1996                      |
| 1998 | Abrakadabra                                                              | DE33 (5 Wo.)DE | — | — | — | Erstveröffentlichung: 20. April 1998                    |
| 1999 | Visionen                                                                 | DE29 (5 Wo.)DE | — | — | — | Erstveröffentlichung: 20. September 1999                |
| 2001 | Kaleidoskop                                                              | DE55 (3 Wo.)DE | — | — | — | Erstveröffentlichung: 2. April 2001                     |
| 2002 | Ich lieb dich                                                            | DE36 (3 Wo.)DE | — | — | — | Erstveröffentlichung: 9. September 2002                 |
| 2004 | Für die Seele                                                            | DE31 (3 Wo.)DE | — | — | — | Erstveröffentlichung: 3. Mai 2004                       |
| 2005 | Alles fließt                                                             | DE21 (11 Wo.)DE | — | — | — | Erstveröffentlichung: 30. Mai 2005                      |
| 2006 | Begleite mich                                                            | DE36 (2 Wo.)DE | — | — | — | Erstveröffentlichung: 24. März 2006                     |
| 2008 | Mitten ins Herz                                                          | DE24 (3 Wo.)DE | — | CH96 (1 Wo.)CH | — | Erstveröffentlichung: 8. Februar 2008                   |
| 2009 | Meine Nummer 1                                                           | DE56 (1 Wo.)DE | — | — | — | Erstveröffentlichung: 19. Juni 2009                     |
| 2012 | Jetzt komm ich                                                           | DE39 (1 Wo.)DE | — | — | — | Erstveröffentlichung: 16. März 2012                     |
| 2013 | Alles nur für Dich                                                       | DE29 (2 Wo.)DE | — | — | — | Erstveröffentlichung: 10. Mai 2013                      |
| 2014 | Das ist mein Weg                                                         | DE34 (1 Wo.)DE | — | — | — | Erstveröffentlichung: 24. Oktober 2014                  |
| 2016 | Traumfänger                                                              | DE19 (1 Wo.)DE | AT49 (1 Wo.)AT | CH92 (1 Wo.)CH | — | Erstveröffentlichung: 15. April 2016                    |
| 2017 | 12 Punkte                                                                | DE18 (5 Wo.)DE | AT57 (1 Wo.)AT | — | — | Erstveröffentlichung: 14. April 2017                    |
| 2019 | 50 ist das neue 25                                                       | DE21 (1 Wo.)DE | AT70 (1 Wo.)AT | — | — | Erstveröffentlichung: 11. Oktober 2019                  |
| 2022 | Ich bin zurück                                                           | DE17 (2 Wo.)DE | — | CH92 (1 Wo.)CH | — | Erstveröffentlichung: 21. Oktober 2022                  |
| 2024 | Carpe diem                                                               | DE37 (1 Wo.)DE | — | — | — | Erstveröffentlichung: 15. November 2024                 |

grau schraffiert: keine Chartdaten aus diesem Jahr verfügbar

### Livealben
- 1999: Live
- 2023: Ich bin zurück – Live 2023

### Kompilationen
| Jahr | Titel                                | Höchstplatzierung, Gesamtwochen, AuszeichnungChartplatzierungen (Jahr, Titel, Platzierungen, Wochen, Auszeichnungen, Anmerkungen) | Höchstplatzierung, Gesamtwochen, AuszeichnungChartplatzierungen (Jahr, Titel, Platzierungen, Wochen, Auszeichnungen, Anmerkungen) | Höchstplatzierung, Gesamtwochen, AuszeichnungChartplatzierungen (Jahr, Titel, Platzierungen, Wochen, Auszeichnungen, Anmerkungen) | Höchstplatzierung, Gesamtwochen, AuszeichnungChartplatzierungen (Jahr, Titel, Platzierungen, Wochen, Auszeichnungen, Anmerkungen) | Anmerkungen                                                |
| Jahr | Titel                                | DE | AT | CH | UK | Anmerkungen                                                |
| ---- | ------------------------------------ | --- | --- | --- | --- | ---------------------------------------------------------- |
| 1992 | Augenblicke – Meine schönsten Lieder | DE17 Gold · (28 Wo.)DE | AT36 (2 Wo.)AT | — | — | Erstveröffentlichung: 23. Februar 1992 Verkäufe: + 250.000 |
| 1995 | Gold                                 | — | AT39 (4 Wo.)AT | — | — | Erstveröffentlichung: 20. August 1995                      |
| 1997 | Nicoles Party                        | DE81 (3 Wo.)DE | — | — | — | Erstveröffentlichung: 2. Juni 1997                         |
| 2010 | 30 Jahre mit Leib und Seele          | DE65 (2 Wo.)DE | — | — | — | Erstveröffentlichung: 29. Oktober 2010                     |

Weitere Kompilationen
- 1986: Die größten Erfolge
- 1992: Ein bißchen Frieden
- 1993: Mehr als nur zusammen schlafen
- 1994: Mit dir vielleicht
- 1995: Wenn ich singe – Meine schönsten Balladen
- 1996: Meine Lieder
- 1996: Techno Flashbacks
- 1996: Die großen Erfolge
- 1996: Viermal das Beste – Die großen Hits der Superstars (mit Angelika Milster, Vicky Leandros & Ireen Sheer)
- 2008: Das Beste von Nicole
- 1998: Uwe Hübner präsentiert: Das Beste von Nicole
- 2000: Nicole’s Streicheleinheiten
- 2000: Nur das Beste – Die größten Hits
- 2000: Ich hab dich noch lieb
- 2000: Die großen Erfolge
- 2002: Neue Wege
- 2003: Für immer
- 2005: Best of 1982-2005
- 2007: Hautnah – Die Geschichten meiner Stars
- 2008: Hit Collection
- 2009: Dieter Thomas Heck präsentiert: 40 Jahre ZDF Hitparade
- 2010: Hits & Raritäten
- 2011: Melodien für millionen
- 2011: Radiomania – Alle Radiohits ab 2005

### EPs
- 1984: Nicole

### Weihnachtsalben
- 1984: Weihnachten mit Nicole
- 2006: Christmas Songs

## Singles

### Als Leadmusikerin
| Jahr | Titel Album | Höchstplatzierung, Gesamtwochen/‑monate, AuszeichnungChartplatzierungen (Jahr, Titel, Album, Platzierungen, Wochen/Monate, Auszeichnungen, Anmerkungen) | Höchstplatzierung, Gesamtwochen/‑monate, AuszeichnungChartplatzierungen (Jahr, Titel, Album, Platzierungen, Wochen/Monate, Auszeichnungen, Anmerkungen) | Höchstplatzierung, Gesamtwochen/‑monate, AuszeichnungChartplatzierungen (Jahr, Titel, Album, Platzierungen, Wochen/Monate, Auszeichnungen, Anmerkungen) | Höchstplatzierung, Gesamtwochen/‑monate, AuszeichnungChartplatzierungen (Jahr, Titel, Album, Platzierungen, Wochen/Monate, Auszeichnungen, Anmerkungen) | Anmerkungen                                                                                              |
| Jahr | Titel Album | DE | AT | CH | UK | Anmerkungen                                                                                              |
| ---- | --- | --- | --- | --- | --- | --- |
| 1981 | Flieg nicht so hoch, mein kleiner Freund / Don’t Fly Too High (englische Version) Flieg nicht so hoch, mein kleiner Freund | DE2 (22 Wo.)DE | AT18 (½ Mt.)AT | CH5 (6 Wo.)CH | — | Erstveröffentlichung: 29. Juni 1981                                                                      |
| 1981 | Der alte Mann und das Meer Flieg nicht so hoch, mein kleiner Freund                                                        | DE41 (9 Wo.)DE | — | — | — | Erstveröffentlichung: 7. Dezember 1981                                                                   |
| 1982 | Ein bißchen Frieden / A Little Peace (englische Version) Ein bißchen Frieden / A Little Peace                              | DE1 Gold · (26 Wo.)DE | AT1 (5 Mt.)AT | CH1 (11 Wo.)CH | UK1 Silber · (9 Wo.)UK | Erstveröffentlichung: 22. März 1982 Verkäufe: + 5.000.000                                                |
| 1982 | Give Me More Time A Little Peace                                                                                           | — | — | — | UK75 (1 Wo.)UK | Erstveröffentlichung: 9. August 1982                                                                     |
| 1982 | Papillon / Butterfly (englische Version) Deutsche Super-Hits (Sampler) / So Many Songs Are in My Heart                     | DE23 (17 Wo.)DE | AT11 (1 Mt.)AT | CH10 (4 Wo.)CH | — | Erstveröffentlichung: 6. September 1982 (DE-Version) Erstveröffentlichung: 29. Oktober 1982 (EN-Version) |
| 1983 | Ich hab’ dich doch lieb So viele Lieder sind in mir                                                                        | DE8 (17 Wo.)DE | AT10 (½ Mt.)AT | — | — | Erstveröffentlichung: 10. Januar 1983 mit Trio                                                           |
| 1983 | Wenn die Blumen weinen könnten So viele Lieder sind in mir                                                                 | DE45 (14 Wo.)DE | — | — | — | Erstveröffentlichung: 12. September 1983                                                                 |
| 1985 | Allein in Griechenland Gesichter der Liebe                                                                                 | DE49 (4 Wo.)DE | — | — | — | Erstveröffentlichung: 9. September 1985                                                                  |
| 1986 | Laß mich nicht allein | DE22 (11 Wo.)DE | — | — | — | Erstveröffentlichung: 4. August 1986                                                                     |
| 1987 | Song for the World Moderne Piraten                                                                                         | DE48 (10 Wo.)DE | — | — | — | Erstveröffentlichung: 22. Juni 1987                                                                      |
| 1987 | Und wenn die Nacht kommt Moderne Piraten                                                                                   | DE75 (1 Wo.)DE | — | — | — | Erstveröffentlichung: 16. November 1987                                                                  |
| 1989 | Kommst du heut’ Nacht Für immer…für ewig…                                                                                  | DE72 (1 Wo.)DE | — | — | — | Erstveröffentlichung: 15. Mai 1989                                                                       |
| 1990 | Jeder Zaun, jede Mauer wird aus Blumen sein Für immer…für ewig…                                                            | DE60 (10 Wo.)DE | — | — | — | Erstveröffentlichung: 8. Oktober 1990                                                                    |
| 1991 | Ein leises Lied Und ich denke schon wieder an dich                                                                         | DE54 (13 Wo.)DE | — | CH26 (3 Wo.)CH | — | Erstveröffentlichung: 23. September 1991                                                                 |
| 1992 | Mit dir vielleicht… Wenn schon…denn schon                                                                                  | DE42 (13 Wo.)DE | — | — | — | Erstveröffentlichung: 2. März 1992                                                                       |
| 1992 | Mach was du willst Wenn schon…denn schon                                                                                   | DE53 (10 Wo.)DE | — | — | — | Erstveröffentlichung: 17. August 1992                                                                    |
| 1993 | Wenn ich dich nicht lieben würde Wenn schon…denn schon                                                                     | DE93 (3 Wo.)DE | — | — | — | Erstveröffentlichung: 15. März 1993                                                                      |
| 1993 | Dann küss mich doch Wenn schon…denn schon                                                                                  | DE85 (4 Wo.)DE | — | — | — | Erstveröffentlichung: 21. Juni 1993                                                                      |
| 1995 | Mehr als ein bißchen Frieden Pur                                                                                           | DE81 (6 Wo.)DE | — | — | — | Erstveröffentlichung: 4. Dezember 1995                                                                   |
| 1999 | Wirst du mich lieben Visionen                                                                                              | DE90 (5 Wo.)DE | — | — | — | Erstveröffentlichung: 16. August 1999                                                                    |

Weitere Singles
| - 1982: Meine kleine Freiheit - 1982: Where Have All My Heroes Gone - 1983: So viele Lieder sind in mir - 1986: Mit dir leben - 1988: Nie mehr ohne dich - 1988: So wie du - 1989: Johnny (Nur noch einen Tag) - 1991: Steh’ wie ein Mann zu mir - 1991: Und ich denke schon wieder an dich - 1993: Mehr als nur zusammen schlafen geh’n - 1994: Ich hab dich geliebt - 1994: Am liebsten mit dir - 1995: Und außerdem hab’ ich dich lieb - 1995: Die zweite Liebe - 1996: Voulez-vous danser - 1996: Die Großen läßt man laufen - 1997: Weil ich dich unendlich liebe - 1997: Nicole’s Single Party - 1997: Schlaf nicht wieder ein - 1998: Wer schläft schon gern allein - 1998: Abrakadabra - 1998: Halt dich fest - 1999: Ohne dich leben - 2000: Versinken in dir - 2000: Ich hab’ dich noch lieb - 2001: Kaleidoskop - 2001: No One Makes Love Like You - 2001: Everytime You’re with Me - 2001: Stark sein - 2002: Sommer Sommer - 2002: Ich lieb dich so sehr - 2003: Vergiss’ mich, wenn du kannst - 2003: Frauen sind kleine Schweine - 2004: Für die Seele - 2004: Ich will Musik - 2004: Kein Abschied ist für immer - 2005: Alles fließt - 2005: Der erste Tag ohne dich - 2005: Engel ohne Flügel | - 2006: Begleite mich - 2006: Wenn Träume fliegen lernen - 2006: Ich tanz auf Wolken - 2006: Ich glaube noch immer an den Weihnachtsmann - 2007: Avalon - 2007: Grüß mir die Sonne - 2007: Ich lieb dich ohne Ende - 2007: Hand in Hand - 2008: Mitten ins Herz - 2008: Du bist der Sommer - 2008: Nass bis auf die Haut - 2008: Ich schwöre - 2009: Meine Nummer 1 - 2009: Tanz diesen Walzer mit mir - 2010: P.S. Ich liebe dich - 2010: Wer weiß den schon, was Morgen ist - 2010: Mit Leib und Seele - 2011: Ich bleib’ bei dir - 2011: Mach die Augen zu - 2011: Liebe im Überfluss - 2012: Jetzt komm ich - 2012: Die Frau im Spiegel - 2012: Jeder Tag mit dir - 2013: Alles nur für Dich - 2013: Leider gut - 2013: Leg deinen Kopf in meinen Schoß - 2014: Ein neuer Tag - 2014: Afrika - 2014: Das ist mein Weg - 2015: Hello Mrs. Sippi - 2015: Frag mich nicht - 2016: Wir seh’n uns im Himmel - 2016: Zerrissenes Herz - 2016: Traumfänger - 2017: Geh diesen Weg mit mir - 2017: Euphoria - 2018: Mosaik - 2019: 50 ist das neue 25 - 2022: Ich bin zurück |

### Als Gastmusikerin
- 2001: No One Makes Love Like You (Johnny Logan & Nicole)
- 2004: Einer wird Fliegen (Thomas feat. Nicole)
- 2008: Don’t Let the Sun Go Down (Chris Thompson & Nicole)
- 2011: Ein bißchen Frieden (Olsen Brothers feat. Nicole)
- 2011: Musica (Alexander Herzog & Nicole)

## Videoalben
- 1996: Pur
- 2001: Kaleidoskop
- 2002: Ich lieb dich
- 2005: Alles fließt
- 2009: Mitten ins Herz
- 2010: 30 Jahre mit Leib und Seele

## Statistik

### Chartauswertung
|                     | DE     | AT    | CH    | UK    |
| ------------------- | ------ | ----- | ----- | ----- |
| Nummer-eins-Alben   | DE1DE  | AT1AT | CH—CH | UK—UK |
| Top-10-Alben        | DE1DE  | AT1AT | CH—CH | UK—UK |
| Alben in den Charts | DE25DE | AT7AT | CH4CH | UK1UK |

|                       | DE     | AT    | CH    | UK    |
| --------------------- | ------ | ----- | ----- | ----- |
| Nummer-eins-Singles   | DE1DE  | AT1AT | CH1CH | UK1UK |
| Top-10-Singles        | DE3DE  | AT2AT | CH3CH | UK1UK |
| Singles in den Charts | DE19DE | AT4AT | CH4CH | UK2UK |

### Auszeichnungen für Musikverkäufe
| Goldene Schallplatte - Niederlande - 1982: für die Single Ein bißchen Frieden |

Anmerkung: Auszeichnungen in Ländern aus den Charttabellen bzw. Chartboxen sind in ebendiesen zu finden.
| Land/RegionAuszeichnungen für Musikverkäufe (Land/Region, Auszeichnungen, Verkäufe, Quellen) | Silber  | Gold     | Platin | Verkäufe | Quellen           |
| -------------------------------------------------------------------------------------------- | ------- | -------- | ------ | -------- | ----------------- |
| Deutschland (BVMI)                                                                           | —       | 3× Gold3 | —      | 750.000  | musikindustrie.de |
| Niederlande (NVPI)                                                                           | —       | Gold1    | —      | 100.000  | nvpi.nl           |
| Vereinigtes Königreich (BPI)                                                                 | Silber1 | —        | —      | 250.000  | bpi.co.uk         |
| Insgesamt                                                                                    | Silber1 | 4× Gold4 | —      |          |                   |